# B100
B100 of voluit Boef 100 is de codenaam van een fictieve boef die voorkomt in de televisieseries van Bassie en Adriaan. Hoe zijn echte naam luidt is niet bekend, deze wordt in de serie nooit genoemd. Hij wordt altijd aangesproken met B100 maar zelf noemt hij zich 'B één nul nul'. De rol wordt gespeeld door acteur Hans Beijer.

## Introductie
B100 is de honderdste boef die de Baron in dienst neemt, vandaar z'n naam. Hij is een spion. B100 heeft altijd pech: in elke aflevering gebeurt er wel iets met hem. Dan zegt hij steevast: "Ik heb ook altijd pech, ze moeten altijd mij hebben". Een andere markante uitspraak van hem is: "Ik voel het aan mijn neus, mijn neus heeft mij nog nooit in de steek gelaten".

## B100 door de jaren heen

### De geheimzinnige opdracht (Op reis door Europa)
Het personage kwam voor het eerst voor in de televisieserie De Geheimzinnige Opdracht (1992). Hierin reist B100 Bassie en Adriaan na, die in verschillende landen pakjes moeten ophalen voor een geheimzinnige opdrachtgever (vandaar de titel). Hij krijgt van de Baron de opdracht om hen te bespioneren en achtervolgen, maar door zijn eeuwige pech slaagt hij er altijd in om ze kwijt te raken. In deze reeks gaat B100 steevast gekleed in een lange beige regenjas, met daarin een rode telefoon. Als B100 wil bellen of gebeld wordt, komt vanuit de schouder van zijn regenjas een antenne omhoog.

### De reis vol verrassingen (Op reis door Amerika)
Ook in De reis vol verrassingen (1994) is B100 van de partij. Bassie en Adriaan hebben een rondreis door Amerika gewonnen. B100, de Baron en Handige Harry reizen hen steeds achterna. Maar elke poging om hen uit te schakelen mislukt. Aan het einde hebben Bassie en Adriaan door dat het drietal hen achtervolgt en bedenken ze een plan: ze lokken hen naar Sint Maarten, waar de politie hen mag arresteren voor een inbraak die ze voor hun komst naar Amerika in Nederland hebben gepleegd. In deze reeks is B100 gekleed in een donkerblauw pak, een lichtblauw of roze overhemd en een stropdas.